# Джеймс-Сіті (Пенсільванія)
Джеймс-Сіті (англ. James City) — переписна місцевість (CDP) в США, в окрузі Елк штату Пенсільванія. Населення — 207 осіб (2020).

## Географія
Джеймс-Сіті розташований за координатами 41°36′56″ пн. ш. 78°50′51″ зх. д. / 41.61556° пн. ш. 78.84750° зх. д. (41.615684, -78.847378).  За даними Бюро перепису населення США в 2010 році переписна місцевість мала площу 1,79 км², з яких 1,79 км² — суходіл та 0,00 км² — водойми.

## Демографія
Згідно з переписом 2010 року, у переписній місцевості мешкало 287 осіб у 117 домогосподарствах у складі 87 родин. Густота населення становила 160 осіб/км².  Було 134 помешкання (75/км²).
Расовий склад населення:
| - 99,7 % — білих |

До двох чи більше рас належало 0,3 %. Частка іспаномовних становила 0,0 % від усіх жителів.
За віковим діапазоном населення розподілялося таким чином: 18,5 % — особи молодші 18 років, 58,2 % — особи у віці 18—64 років, 23,3 % — особи у віці 65 років та старші. Медіана віку мешканця становила 43,1 року. На 100 осіб жіночої статі у переписній місцевості припадало 112,6 чоловіків;  на 100 жінок у віці від 18 років та старших — 122,9 чоловіків також старших 18 років.
Середній дохід на одне домашнє господарство  становив 37 308 доларів США (медіана — 37 000), а середній дохід на одну сім'ю — 40 899 доларів (медіана — 38 611). Медіана доходів становила 31 786 доларів для чоловіків та 28 750 доларів для жінок. За межею бідності перебувало 11,2 % осіб, у тому числі 12,9 % дітей у віці до 18 років та 8,9 % осіб у віці 65 років та старших.
Цивільне працевлаштоване населення становило 87 осіб. Основні галузі зайнятості: роздрібна торгівля — 20,7 %, виробництво — 20,7 %, освіта, охорона здоров'я та соціальна допомога — 16,1 %.